# Daliri Oropeza
Daliri Oropeza Álvarez es una fotógrafa y periodista mexicana especializada en defensa del territorio, derechos humanos, derechos indígenas y derechos culturales. Ha colaborado en los medios de comunicación El Economista, La Jornada de Oriente, Másde131, Rompeviento TV,  El Salto, elDiario.es y Pie de Página. Escribe la columna Microfilme postal y es reportera en el medio Pie de Página e integrante de Red de Periodistas de a Pie.  
Es autora del libro Docentes de a Pie. Enseñar a Pie, publicado por la Rosa Luxemburg Stiftung y la Brigada para Leer en Libertad en colaboración con Pie de Página. Conocida por realizar la última entrevista a Samir Flores Soberanes campesino, comunicador y activista mexicano de etnia indígena náhuatl. También por su cobertura de la gira del Ejército Zapatista de Liberación Nacional en Europa. Así como de la caravana de María de Jesús Patricio Martínez. 
En 2015 le fue otorgado el segundo lugar del XI Premio Rostros de la Discriminación «Gilberto Rincón Gallardo» que otorga el CONAPRED, en la categoría multimedia. Maestra en Comunicación y cambio social por la Universidad Iberoamericana Puebla. Estuvo en el Programa Municipal Barcelona Protege a Periodistas de México, que gestiona Taula per Mèxic que ofrece estancias a reporteras amenazadas por el ejercicio de su profesión.

## Obra
- Docentes de a Pie. Enseñar a Pie, 2021
- Ya no somos las mismas, y aquí sigue la guerra. Obra colectiva, 2020